# Vgstudio
VGSTUDIO ist eine Software für die Verarbeitung von Voxeln. Sie war das erste Computer-Programm zur Analyse und Volumenvisualisierung (Volumengrafik) von Computertomographie (CT)- sowie Magnetresonanztomographie-Daten (MRT) für die Zwecke der Qualitätssicherung und Messtechnik. Mit Vgstudio war es ab 1998 erstmals möglich, dass einzelne Schichtbilder nicht mehr isoliert betrachtet werden mussten. Die CT-Scans konnten räumlich zusammenhängend in allen drei Dimensionen auf einem handelsüblichen Personal Computer analysiert und visualisiert werden.

## Geschichte
Entwickelt wurde das Erstrelease von den Physikern Thomas Günther, Christoph Poliwoda und Christof Reinhart innerhalb eines Forschungsprojektes der Ruprecht-Karls-Universität Heidelberg, das 1992 startete. In Kooperation mit dem Deutschen Krebsforschungszentrum (DKFZ) in Heidelberg und der Universität Mannheim, Lehrstuhl für technische Informatik, war es das Ziel, CT- und MRT-Daten in Echtzeit sichtbar zu machen. Die Herausforderung bestand darin, dass das DKFZ Anfang der 90er-Jahre nicht über optimierte Algorithmen für die Volumenvisualisierung verfügte und damalige Rechner, CT-Scans mit einem Datenvolumen von 32 Megabyte (MB), kaum verarbeiten konnten. Daher entwickelten die drei Physiker einen speziellen Rechner, der die schnelle Darstellung medizinischer Daten beherrschte und den sie dann auf dem Markt verkaufen wollten. In einer späteren Version sollte die Hardware in Form von application-specific integrated circuits (Anwendungsspezifische integrierte Schaltung), kurz ASIC, realisiert werden. Weil es Anfang der Neunziger keine Nachfrage für diese Hardware gab, wurde Vginsight, die Software für die Steuerung des Computers, zu einem eigenen Produkt ausgegliedert und die Berechnung softwarebasiert realisiert. Parallel dazu wurde Vgstudio entwickelt. Aus dem vom Bundesministerium für Bildung und Forschung (BMBF) unterstützten Forschungsprojekt und dem später vom Land Baden-Württemberg und Deutschem Gründerfonds geförderten Spin-off der Universität Heidelberg entstand 1997 das Softwareunternehmen Volume Graphics GmbH mit Sitz in Heidelberg.

## Funktionsweise
Das Computerprogramm rekonstruiert aus vielen Einzelaufnahmen eines CT-Scanners einen dreidimensionalen Volumendatensatz. Das Ergebnis ist ein exaktes Abbild des realen Objekts, das möglichst alle Merkmale des Originals enthält. Die kleinsten unterscheidbaren Elemente, anhand Vgstudio analysiert, sind Voxel (3D-Gegenstück zu Pixel). Diese werden in Grauwerten dargestellt. Aus den unterschiedlichen Grauwerten der Voxel, lassen sich Rückschlüsse auf die Materialbeschaffenheit ziehen. Luft wird beispielsweise sehr dunkel dargestellt, Blei sehr hell. Zwischen dem Material und der Luft befindet sich die Oberfläche des Objekts. Zu den Grundfunktionen von Vgstudio gehören interaktives Rotieren, Clipping (achsenparallel und beliebige Ebenen), Opacity-Mapping und Skalieren von Voxel- oder CAD-Daten.

## Anwendungsgebiete
- Industrie: Messtechnik, Fehlersuche z. B. in Gussteilen, Wandstärkenanalyse, Bestimmen der Zellstrukturen, Strömungs- und Diffusionsexperimente, Simulation mechanischer Belastung
- Wissenschaft und Forschung: Archäologie, Biologie, Geologie, Paläontologie, Medizinische Forschung

## Wissenschaftliche Publikationen
- Virim: A massively parallel processor for real-time volume visualization in medicine – J. Hesser, C. Reinhart, C. Poliwoda, T. Guenther, R. Männer, H.-P. Meinzer, H.-J. Baur, Computers & Graphics, 1995[9]
- Evaluation of a real-time direct volume rendering system – M. De Boor, J. Hesser, A. Gröpl, T. Günther, C. Poliwoda, C. Reinhart, R. Männer, Universität Mannheim – Lehrstuhl für Informatik, Computers & Graphics, 1997[10]
- Modern voxel based data and geometry analysis software tools for industrial CT – C. Reinhart, C. Poliwoda, T. Guenther, W. Roemer, S. Maass, C. Gosch, 2004[11]
- Industrial computer tomography – a universal inspection tool – Christof Reinhart, 17th World Conference on Nondestructive Testing, Shanghai, China, 10/2008[12]